# یهود مدینه
یهود مدینه یا یهود مدینتا
 یک استان اداری خودمختار از شاهنشاهی هخامنشی بود. این یکی از چندین ایالت از این قبیل در سرزمین اسرائیل بود. بقیه ایالت‌ها موأب، آمون، گیلاد، سامریه، اشدود و پادشاهی ادوم بودند، که پنجمین ساتراپی هخامنشی عبر-ناری (ساتراپی هخامنشی) را تشکیل می‌دادند. این بنا که در یهودیه قرار داشت، دو سده به حیات خود ادامه داد تا اینکه در عصر هلنیستی پس از جنگ‌های اسکندر مقدونی گنجانده شد.
پس از سقوط بابل در سال ۵۳۹ پ. م، امپراتوری بابل نو توسط ایرانیان ضمیمه شد. استان پارسی یهود جانشین استان پیشین یهود (استان بابل) شد که پس از فتح پادشاهی یهودا توسط بابلیان به دنبال شورش‌های یهودا علیه بابل شکل گرفت. به دلیل تأثیرات طولانی مدت اسیران یهودی در بابل، این استان نسبت به یهودای باستان جمعیت کمتری داشت. «یهود مدینه» نام زبان این استان بود و اولین بار توسط بابلی‌ها در زمان حکومت خود بر همان منطقه قبل از فتح پارسیان معرفی شد.
برپایی یهود مدیناتا نزدیک به دو سده ادامه داشت تا این که با یورش اسکندر مقدونی در امپراتوری‌های هلنی آمیخته شد.